# Chiesa del Sacro Cuore di Gesù (Cuneo)
La chiesa del Sacro Cuore di Gesù è un luogo di culto cattolico di Cuneo, sede dal 10 agosto 1905 dell'omonima parrocchia, appartenente alla zona pastorale 1 Città della diocesi di Cuneo-Fossano.

## Storia
La costruzione dell'edificio iniziò nel 1892 su progetto dell'architetto Carlo Ponzo e terminò nel 1895, e il 20 ottobre del medesimo anno la chiesa fu consacrata. Il campanile venne innalzato nel 1902 e la facciata, rimasta incompiuta, venne realizzata nel 1925 in stile neogotico. Tra il 2003 e il 2004, nell'ambito di un'importante campagna di restauro della chiesa, è stato realizzato il nuovo presbiterio con arredi di gusto moderno.

## Descrizione
La facciata è a salienti, in stile neomedioevale. Essa è decorata con elementi prevalentemente neogotici, come le tre bifore che sostituiscono il rosone, l'apparato scultoreo, e con altri di derivazione romanica, come il protiro, caratterizzato da un loggiato tripartito posto alla sua sommità.
Internamente, la chiesa è in stile neoromanico, con struttura a tre navate e abside con deambulatorio, senza transetto. La navata centrale, che come le due laterali è coperta con volta a crociera, si articola in quattro campate, delle quali l'ultima accoglie il presbiterio; quest'ultimo è stato realizzato in stile moderno nel 2003-2004 su progetto di Paolo Mellano e Flavio Bruna, con arredi in marmo di Carrara. Il precedente altare maggiore neoromanico è stato posizionato al centro del deambulatorio, destinato alla custodia eucaristica.
Sulla cantoria in controfacciata si trova l'organo a canne, costruito nel 1897 da Carlo Vegezzi-Bossi e radicalmente restaurato e modificato dalla ditta Brondino-Vegezzi-Bossi nel 2011. A trasmissione mista, dispone di 51 registri su quattro manuali e pedale, per un totale di circa 3600 canne. Ha due consolle, una a finestra in cantoria e una mobile indipendente nell'aula.